# Koreaanse literatuur

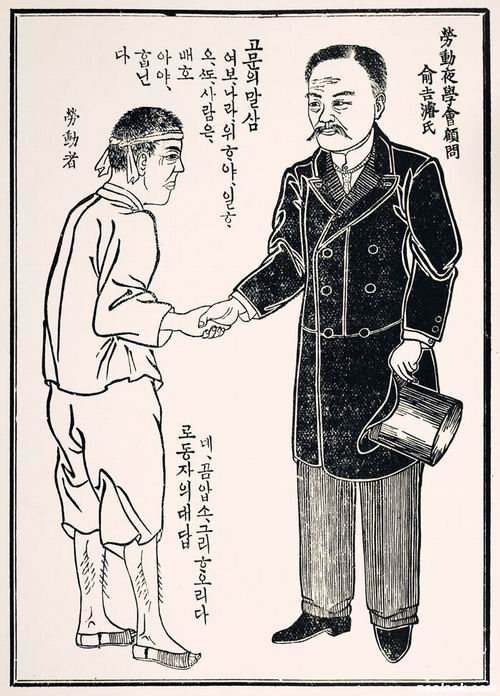
Een manhwa uit 1908

De Koreaanse literatuur is de literatuur die geproduceerd is in de Koreaanse taal en daarmee hoofdzakelijk opgesteld door Koreanen uit de tegenwoordige landen Noord-Korea en Zuid-Korea.

## Drie Koninkrijken en Verenigde Silla
De vroegste voorbeelden van literatuur in Koreaanse bronnen zijn de hyangga (inheemse liederen), die uit een oude mondelinge literaire traditie voortkwamen en zowel godsdienstige als volkse boventonen hebben. Voor zover bekend zijn er slechts 25 hyangga overgeleverd, sommige oorspronkelijk daterend uit de zesde eeuw; 14 hiervan worden bewaard in een vroege historische tekst, Samguk-yusa (Memorabilia van de Drie Koninkrijken, 1285). De Samguk-yusa werd door drie hoogleraren Koreaanse taal en cultuur vertaald in het Nederlands.
Het boeddhisme werd het dominante systeem van denken tijdens de periode van de Verenigde Silla en oefende grote invloed op literatuur en kunst uit. Tegelijkertijd stimuleerde de opkomst van het confucianisme het gebruik van Chinees als literaire taal en bevorderde het de studie van de Chinese klassieken. Poëzie van Hanshi, in klassiek Chinees en volgens Chinese principes van poëzie samengesteld, maar door Koreanen geschreven, raakte wijdverspreid onder de literaire elite van de Verenigde Silla. Uit deze periode stamt de oudste bekende blokdruk tekst, de Dharani Sutra van onbevlekte zuiverheid en licht. Onderzoek van het Korean National Museum heeft bevestigd dat deze tekst gedateerd kan worden tot de "Verenigde Shilla-periode", de achtste eeuw. Het wordt bewaard in de Bulguk-tempel in Zuid-Korea.

## Koryŏ- en Joseonperiode
Het boeddhisme bleef een belangrijke invloed uitoefenen op de literaire ontwikkeling van de Koryŏperiode. In 1236 gaf koning Kojong, uit de Koryŏdynastie, opdracht aan boeddhistische monniken de volledige boeddhistische canon Mahayana (een verzameling van soetra's, verhandelingen, en als de Tripitaka of Palman Daejanggyeong bekendstaande commentaren) te registreren om goddelijke bescherming tegen Mongoolse invasies uit het noorden te bieden. Het werk aan de Tripitaka begon meer dan een eeuw voor de eerste blokdrukken in Europa. Gebruikmakend van traditionele blokdrukmethodes, sneden de monniken de tekst in Chinese karakters met behulp van meer dan 81.000 houten blokken, in totaal 6.791 volumes. Tegenwoordig wordt de originele verzameling bewaard in de boeddhistische tempel Haeinsa in zuidelijk Zuid-Korea. Het wordt beschouwd als de meest volledige versie van de Mahayana Tripitaka ter wereld en de houten blokken worden nog steeds voor de druk van de heilige teksten gebruikt. In deze periode vond men in Korea ook de metalen boekdrukkunst uit. De Jikji Simche Yojeol, een bloemlezing van boedhistische- en zen teksten werd op deze manier geprint in 1377, 78 jaar voor het eerste in Europa gedrukte boek. De Jikji werd gevonden door Park Byung-seon, die ooit voor haar doctoraal naar Parijs trok en vervolgens jarenlang in de Bibliothèque Nationale de France in Parijs werkzaam was, terwijl zij Koreaanse materialen van de bibliotheek uitzocht.
De literatuur werd van meer belang tijdens Koryŏ- en de Joseonperiodes, toen goed opgeleide ambtenaren, yangban genaamd, de plaats innamen van de erfelijke regerende elite. In de traditie van confucianisme werden de yangban geselecteerd door een nationaal examen dat beheersing van literatuur en andere onderwerpen vereiste. Hun werken vormen de meerderheid van vastgelegde Koreaanse literatuur uit de Koryŏ- en Joseŏnperiodes. Deze Oegyujanggak-boeken werden in 2011 door Frankrijk teruggegeven aan Korea.
Sijo, een lyrisch gedicht met een eenvoudige maar toch verfijnde driestrofenbouw, ontstaan in de vroege 13e eeuw tijdens Koryŏperiode en in bloei tijdens de Joseonperiode. De gedichten komen voort uit een zangtraditie. Vroege sijopoëzie drukte confucianistische idealen met behulp van thema's uit de natuur, later werden elementen van satire en humor opgenomen. Vermaarde sijodichters waren onder meer Hwang kin-I, een goed opgeleide courtisane uit de 16e eeuw die als de belangrijkste Koreaanse dichteres wordt beschouwd, en Yun Sŏn-do, een meester van de vorm die van 1587 tot 1671 leefde. Sijopoëzie werd tot in de 21e eeuw geschreven en heeft, zoals Japanse haiku, internationale populariteit verkregen.
De roman als literair genre kon in Korea pas ontstaan na de introductie van  van het eenvoudige Koreaanse alfabet in 1446. De eerste Koreaanse romans werden rond 1600 in dit eenvoudige alfabet geschreven en geschreven in de volkstaal. Veel mensen konden ze lezen. De traditionele romans in Korea werden aangeduid als iyagi-ch'aek, (verhalenboeken). Koreaanse romans uit deze eerste periode waren vaak zedenromans (kwŏnsŏn ching'ak, ‘aansporing tot het goede en bestraffing van het kwade’).

## Moderne periode
In de 'moderne tijd', beginnend in de vroege twintigste eeuw, namen Koreaanse schrijvers veel verschillende westerse literaire invloeden over, met name realisme, existentialisme en surrealisme, in hun pogingen een reeks moeilijke nationale ervaringen uit te drukken. Deze ervaringen waren de Japanse koloniale overheersing, de verdeling van Korea en de daaruit voortvloeiende Koreaanse Oorlog en een periode van autoritair bestuur. Een van de belangrijkste verwezenlijkingen van moderne Koreaanse literatuur is de epische roman T'oji (Het land) van zestien delen, dat door Park Kyŏng-ni in een tijdsbestek van 25 jaar werd geschreven (1969 tot 1994). Het werk biedt een levendig overzicht van het Korea van de late negentiende eeuw tot dat van het midden van de twintigste eeuw.
Onder invloed van de K-pop is de jaren 2000 vertaalde K-lit populairder geworden, met onder meer schrijvers als Han Kang en Sang Young Park. De onderwerpen van Zuid Koreaanse romans zijn moderner geworden in deze periode. Han Kang beschrijft in haar romans de positie van de vrouw in Zuid Korea. Sang Young Park beschrijft de homoseksuele subcultuur binnen Zuid-Korea. Schrijvers als Yu Miri en Min Jin Lee durven de relatie tussen Japan en Korea te onderzoeken en te beschrijven, wat in beide landen nog een beladen onderwerp is. Baek Se-hee schrijft in haar boeken openlijk over haar eigen depressie, een onderwerp dat in Zuid Korea veelal verborgen wordt. Ook komt Koreaanse fantasy op, onder invloed van de games-subcultuur. Een voorbeeld hiervan is de fantasyreeks De vogel die tranen drinkt van Young-Do Lee. Koreaanse schrijvers in de diaspora als Michelle Zauner en Cathy Park Hong beschrijven in hun werk wat het betekent om de Zuid-Koreaanse cultuur in jezelf te onderzoeken en te behouden binnen een andere overheersende cultuur.